# José Huertas Morión
José Huertas Morión, apodado Torrevieja, (Jerez de la Frontera, Cádiz, 11 de abril de 1909 -Valencia, España, 4 de marzo de 1998) fue Patrón Mayor en la marina mercante y escritor sobre la navegación de barcos veleros, motoveleros y de las gentes que los tripularon.

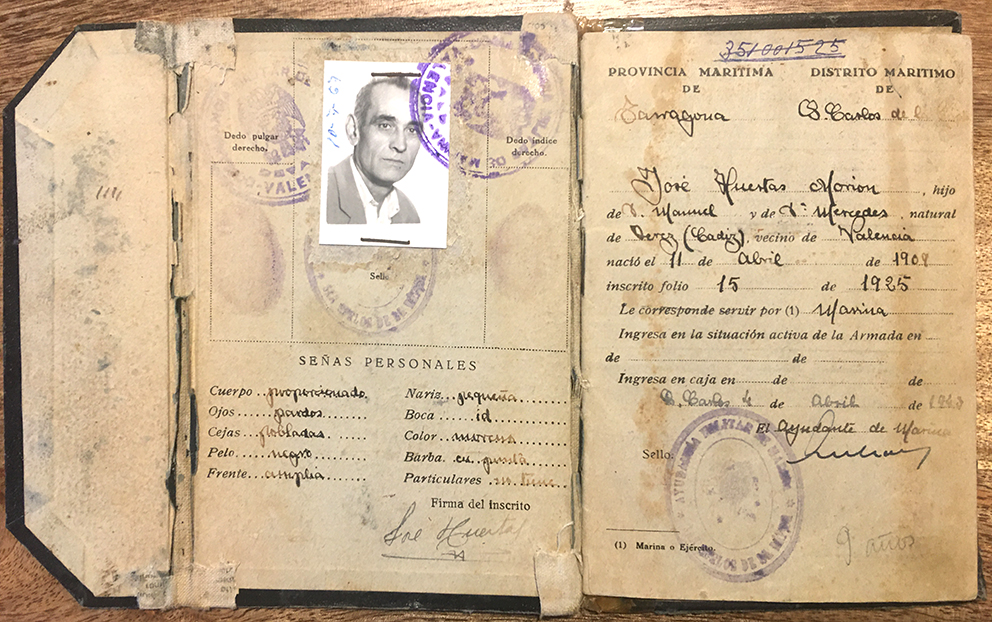
Documento de José Huertas

## Biografía
José Huertas nació en la calle San Pablo n.22 de Jerez de la Frontera. Su padre, Manuel Huertas Carrasco, al ser nombrado Ayudante de Marina en San Carlos de la Rápita en 1919, se traslada con toda la familia a vivir allí. José Huertas se inicia como encuadernador, pero en 1925 realiza su primera matrícula como grumete en un velero donde comienza su futura vida de marino.
En 1926 se enrola en la polacra goleta “Hernán Cortés” de Torrevieja. Luego navega a bordo de la goleta “Piedad” y en 1930 embarca de timonel en la brick barca de gran porte “Ibasa” o ex “Cristobal Llusá”. Al ser tan joven, es nombrado ayudante del Capitán el cual le da clases de náutica, y de este modo amplia sus conocimientos y estudios que le acompañarán a lo largo de su vida. En el libro “El Último Viaje. Relatos Marineros”, narra las tormentas y calmas que acompañaron el viaje a la pesca del bacalao en San Juan de Terranova y al Estrecho de Davis, entre Groenlandia y la Tierra de Baffin.
En 1947 se examina en Barcelona de Patrón de 1.ª clase siendo aprobado, y en 1964 aprueba el título de Patrón Mayor de Cabotaje en la Escuela Náutica de Barcelona dedicándose a la navegación de gran cabotaje y altura.
Su relación con la ciudad de Torrevieja ha sido muy estrecha, al punto de apodarlo en su profesión como “Torrevieja”; ciudad que le dedicó una calle (Travesía José Huertas Morión) con su nombre al poco tiempo de su fallecimiento.

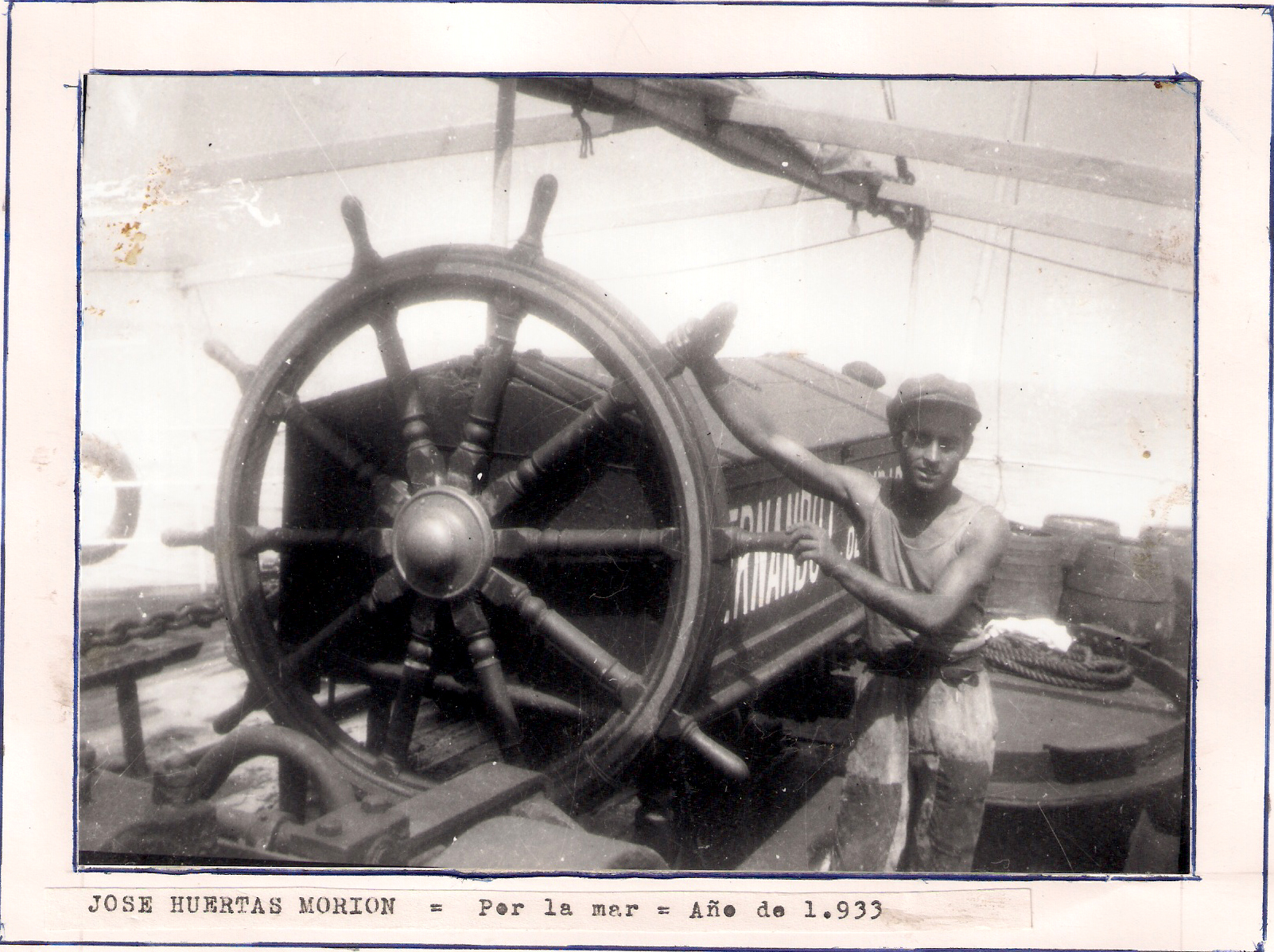
José Huertas de timonel. 1933

Hasta 1971 navegó en un total de 53 barcos, disponiendo en su currículo una hoja limpia sin pérdida de hombres ni de barcos. Los Diarios de navegación en los que anotaba todo tipo de datos marinos  e historias personales los conserva la familia. También se conservan utensilios de navegación que utilizó en sus viajes en el Museo del Mar y de la Sal de Torrevieja. Navegó por el Mediterráneo, el Atlántico y el Pacífico y atravesó el Cabo de Hornos.
Ya jubilado, vivió en Valencia, donde se dedicó a escribir y a investigar la historia de diferentes barcos. Sus conocimientos sobre aparejo de veleros lo convirtieron en una persona valiosa para reproducirlos en restauraciones de veleros. “El arte de aparejar veleros” es uno de sus libros inéditos depositado en el Museo del Mar y la Sal de Torrevieja. El maestro modelista Joaquín López junto al señor José Carrión le dedicaron un modelo de maqueta que lleva su nombre: "La Goleta Pepe Huertas".

## Libros publicados
- Los Últimos Veleros del Mediterráneo. Torrevieja Marinera.[9][10][11] Caja de Ahorros Provincial de Alicante, 1981. ISBN 84-7231-607-6
- Motoveleros del Mediterráneo. El final de una época.[12] 1992, Joaquín Chapaprieta Torregrosa. ISBN 978-8460610823
- El Último Viaje. Relatos Marineros. Editorial: Instituto Municipal de Cultura Joaquín Chapaprieta; ISBN 978-84-89974-61-6.
- La Valencia Marítima.[13] Edición a cargo de Josep Vicent Boira i Maiques. 
  - Tomo I: La pesca del Bou, Tempestes i Naufragis. Diputación de Valencia. ISBN-13 ' 978-8477952527
  - Tomo II: Els altres protagonistes de la navegació valenciana: dels constructors a les embarcacions.[14] ISBN 84-7795-40034-8
  - Tomo III. Vida i Mort a la València Marítima. Guerra, Contraban i Construcció Portuaria.

## Premios
- “El hombre del mar de Torrevieja”, otorgado por el Gobierno Civil de Alicante
- “Diego Ramírez Pastor”, por el Ayuntamiento de Torrevieja
- Premio “Virgen del Carmen” por el Estado Mayor de la Armada Española en 1982.[15]